# Jevíčko
Jevíčko (in tedesco Gewitsch) è una città della Repubblica Ceca facente parte del distretto di Svitavy, nella regione di Pardubice.